# Oğuzlar
Oğuzlar là một huyện thuộc tỉnh Çorum, Thổ Nhĩ Kỳ. Huyện có diện tích 302 km² và dân số thời điểm năm 2007 là 7930 người, mật độ 26 người/km².